# خمي توغ
خمي توغ (بالفارسية: خمی توغ) هي قرية أفغانية في مقاطعة خواهان التابعة لولاية بدخشان الواقعة في شمال شرق أفغانستان.